# 淡江大學海事博物館

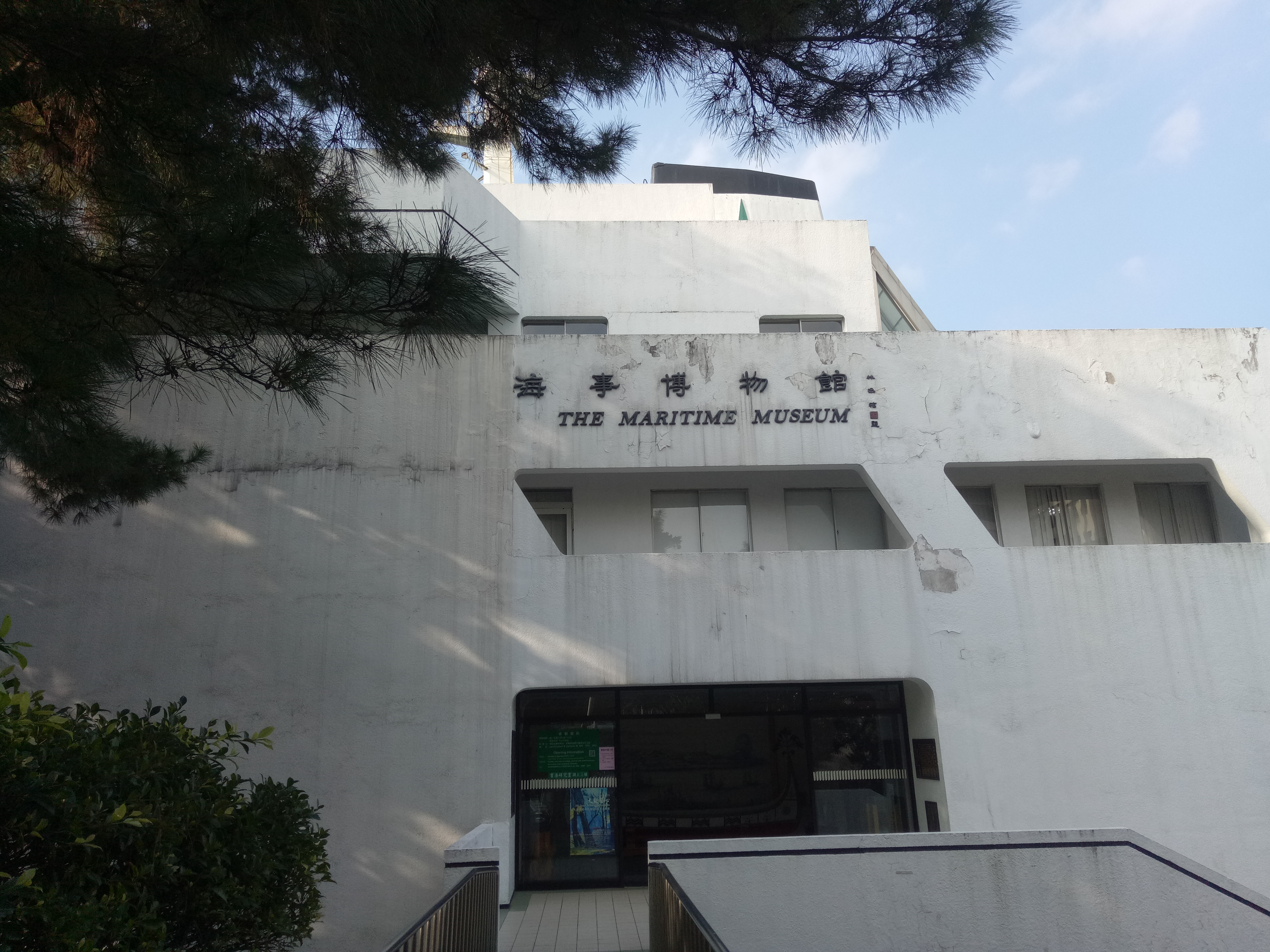
海事博物館入口處

淡江大學海事博物館，是臺灣的一座海事博物館，位於新北市淡水區淡江大學校園內，外觀為船型建築。

## 沿革
淡江大學海事博物館的前身為「商船學館」，是淡江大學計劃專門培育航海、輪機工程科技人材的搖籃，由長榮集團總裁張榮發捐資興建並捐贈各項有關航海、輪機之教學設備；後因國家教育政策的變更，奉令停止招收航海、輪機的學生。1989年（民國78年）擘劃興建全國首座「海事博物館」，1990年6月6日開館，免費供各界參觀。

## 典藏品介紹
淡江大學海事博物館內展示有古今中外各類的船艦模型近六十餘艘，所有的船隻模型皆按照原船結構比例縮小，以手工製作、打造。

### 戰艦
- 聖菲力浦號（The "San Philip"）
- 加列翁號（The "Galleon"）
- 勝利號（The "Victory"）
- 皇家威廉號（英语：SS Royal William）（The "Royal William"）
- 海霸王號（英语：HMS Sovereign of the Seas）（The "Sovereign of the Seas"）
- 由尼肯號（英语：HMS Unicorn (1748)）（The "H. M. S. Unicorn "）
- 大哈利號（英语：Henry Grace à Dieu）（The "Great Harry"）
- 密蘇里戰艦（Missouri Battleship）
- 尼米茲號航空母艦（Nimitz Class Aircraft Carriers (CVN)）
- 凱薩橈槳船（The "Caesar Bireme"）
- 多羅納斯號（The "Toulonnaise"）
- 瓦薩號（The "Vasa" Battleship）
- 俾斯麥號（The "Bismarck"）
- 納粹德國U型潛艇（German Submarine）
- 大和號（The "Yamato"）

### 帆船
- 鄭和寶船（Cheng Ho Treasure Boat）
- 清朝中國艦（Ching Dynasty Battleship）
- 鄭成功中軍船（Cheng Ch'eng-kung Chung-chun Boat）
- 金和利號（The King Ho Li）
- 聖瑪利亞號（The "Santa Maria"）
- 西班牙大帆船（The "Spanish Galleon"）
- 卡蒂薩克號（The "Cutty Sark"）
- 藍鼻子號（英语：Bluenose）（The "Bluenose"）
- 奮進號三桅帆船（The "Endeavour"）
- 格雷塔號（Goleta）
- 阿斯特拉伯號（The "Astrolabe"）
- 立藍頓號（The "Lilladan）
- 和平號（The "De Liefde"）
- 日本丸（The "Nippon Maru II "）

### 輪船
- 長信輪（The "Ever Trust"）
- 長隆輪（The "Ever Glory"）
- 貨櫃船 （Container Ship）
- 十萬載重噸油輪 （Principal Particulars of 100,000 DWMT Bulk Carrier）
- 瑪麗皇后號 （The "Queen Mary"）
- 鐵達尼號（The "Titanic"）
- 不列顛尼亞號（RMS Britannia）
- 自由輪（LIBERTY SHIPS）
- 維娜斯號（The VENUS Container Ship）
- 璟龍輪
- 富士丸（The "Fuji Maru"）
- 超導體電磁推進船（Yamato-I Superconducted Electromagnet-propelled Boat）
- 皇家維京海洋號（The "Royal Viking Sea"）
- 二萬八千噸散裝貨輪（Principal Particulars of 28,000 DWMT Bulk Carrier）

### 漁船
- 捕旗魚船 （The Spearfish Boat）
- 淡水舢舨船

### 遊艇
- 皇家加羅林號（英语：HMY Royal Caroline (1750)）（The "Royal Caroline"）
- 瑪麗號遊艇（英语：HMY Mary）（The "Yacht Mary"）
- 貢多拉（Gondola）
- 安菲翁號（英语：Amphion (ship)）（The "Amphion"）
- 聯華 46 呎動力帆船

### 作業船
- 多目標作業船（Multi-purpose Service Boat）
- 伍德和八號石油鑽探船（Principal Particulars of Western Offshore NO. VIII）
- 破冰船（Icebreaker）

### 拼板船
- 蘭嶼拼板舟（Assembled Boat）

### 獨木舟
- 戰爭獨木舟（英语：Ngātokimatawhaorua）（War Canoe）

## 外部連結
- 淡江大學海事博物館 （页面存档备份，存于）（繁體中文）
- 淡江大學海事博物館的Facebook專頁